# 奥以桃子
奥以 桃子（おくい ももこ、1968年3月7日 - ）は、日本の女優・声優。長崎県出身。青二プロダクション所属。2012年4月1日に辻 桃子（つじ ももこ）より改名した。
俳人の辻桃子とは別人。

## 人物
桐朋学園短期大学演劇科市卒業。
以前は佐藤事務所に所属していた。
趣味はボディーボード、旅行。特技はジャズボーカル。

## 出演作品

### テレビドラマ
- 腕まくり看護婦物語（須永幸恵）
- パパ・サヴァイバル（星野清美）

### テレビアニメ
- フォーチュン・クエストL（クレイの母）

### ゲーム
- 闘神伝 昴（ミヤビ）
- WORLD DESTRUCTION 導かれし意思（ヘビ師）

### 吹き替え
- バトル・シップ（ズィー）

### ラジオ
- Brand-new Saturday

ラジオドラマ
- 昔むかしのあるところ
- 青山二丁目劇場
  - 「佐賀のがばいばあちゃん」（かあちゃん）
  - 「D坂の殺人事件」（コト（ソバ屋の妻））
  - 「内藤新宿物語」（おキク）
  - 「紙ヒコーキ」（陣太の母）
  - 「指示待ち人間のどこが悪い！」（中川あかね）
  - 「会社帰りのヒーロー」（早川俊子）
- 流星倶楽部
  - ラジオドラマ「悪霊の星」（沢口雅美）
  - ラジオドラマ「貴男と星と潮騒と」（奥山の妻）

### ドラマCD
- アリソン
- 孤独のグルメ

### ナレーション
- アジア WHO'S WHO
- アドレな!ガレッジ
- いきもの歳時記
- 映像の60年
- ヨーロピアンライフ

### 舞台
- おしん
- 渡る世間は鬼ばかり